# Andrena rotundilabris
Andrena rotundilabris là một loài Hymenoptera trong họ Andrenidae. Loài này được Morawitz mô tả khoa học năm 1877.

## Hình ảnh

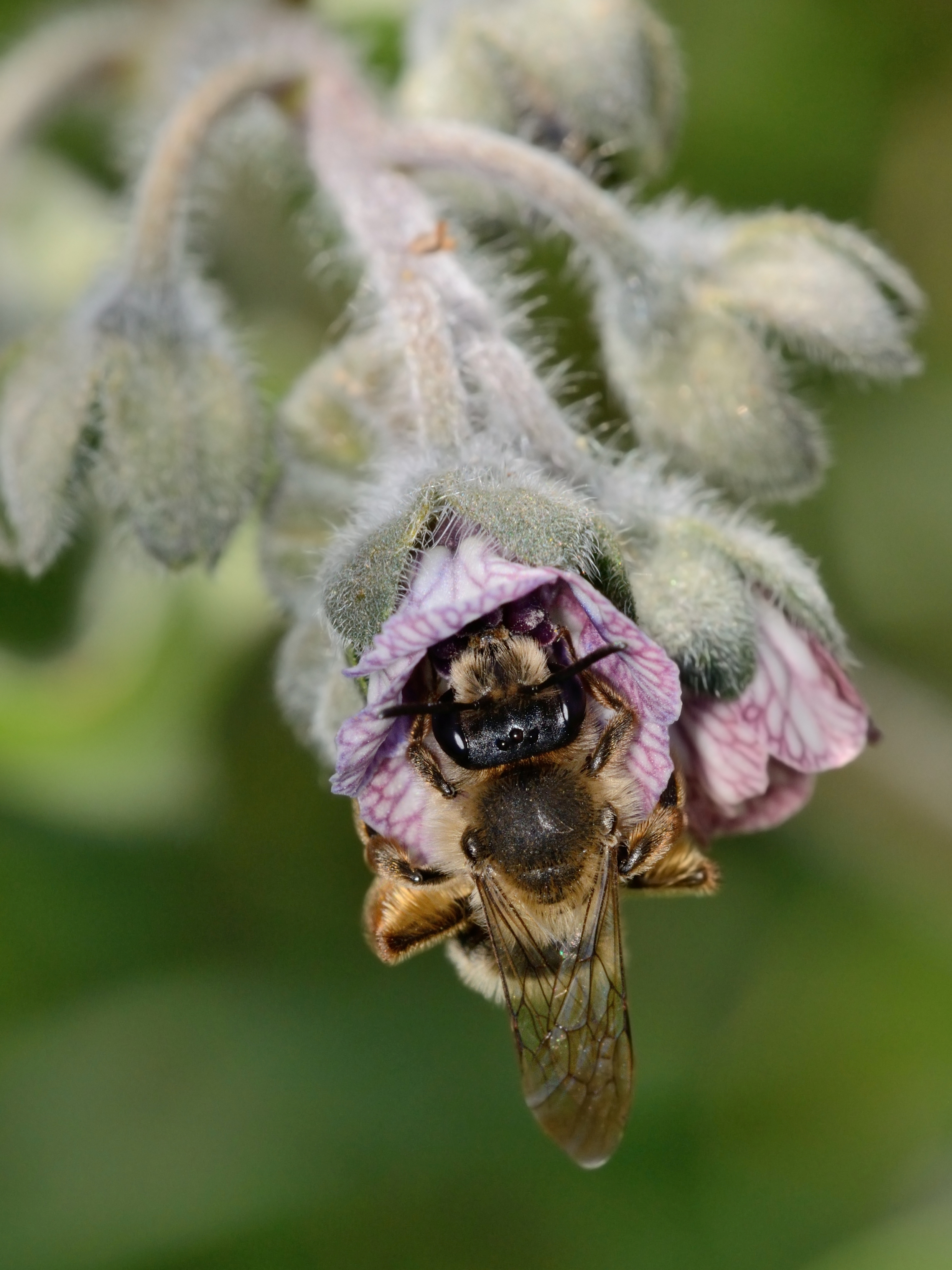
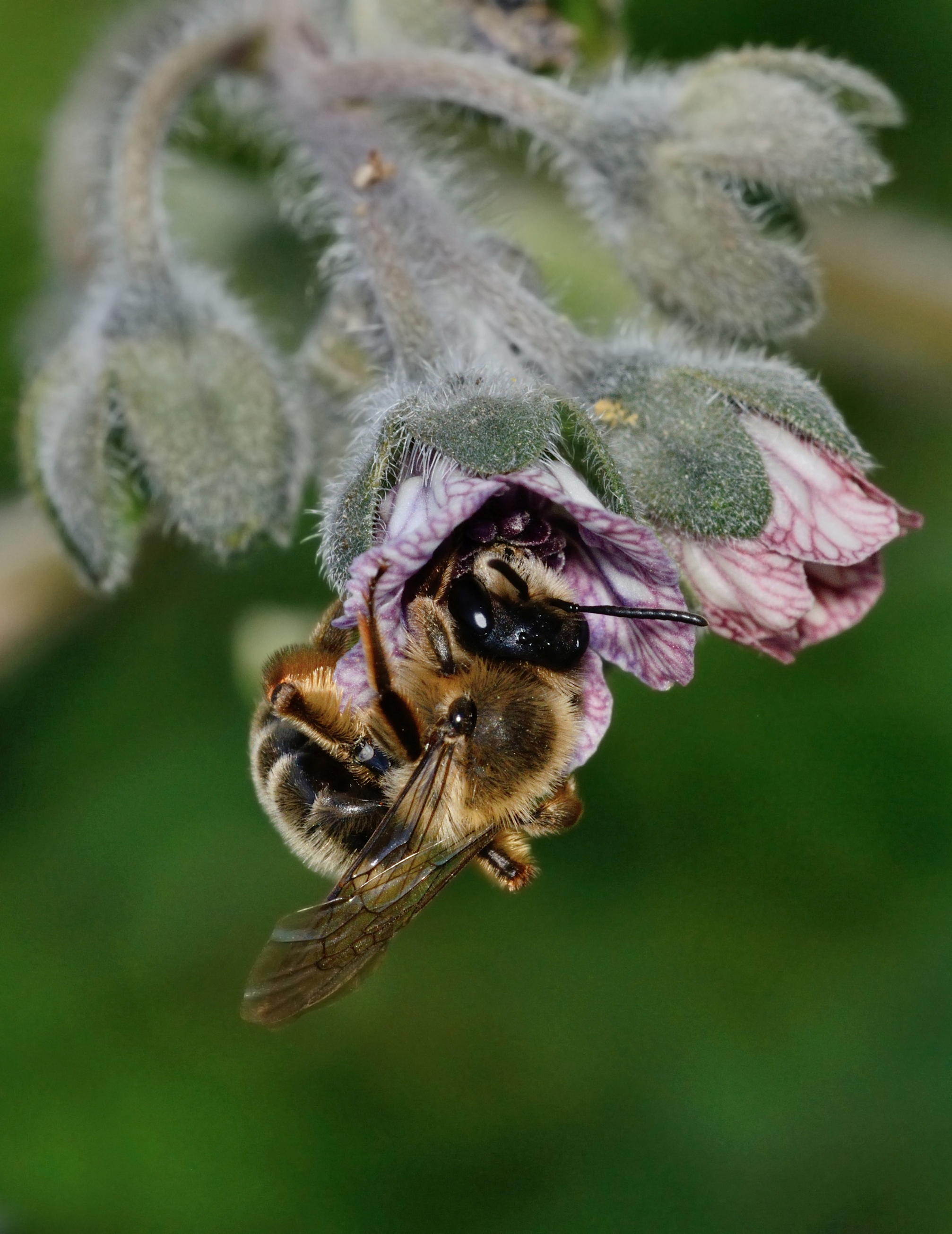
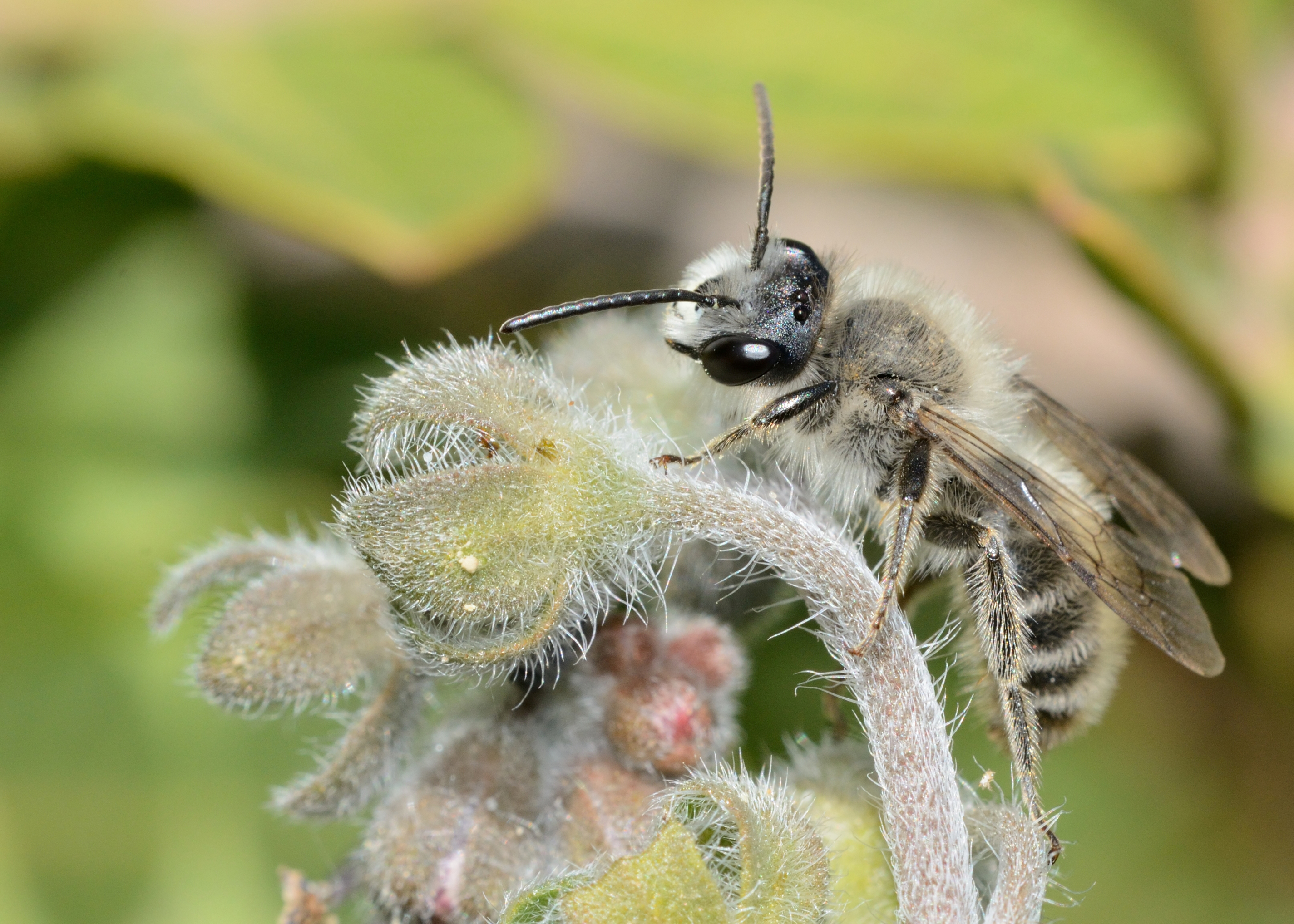
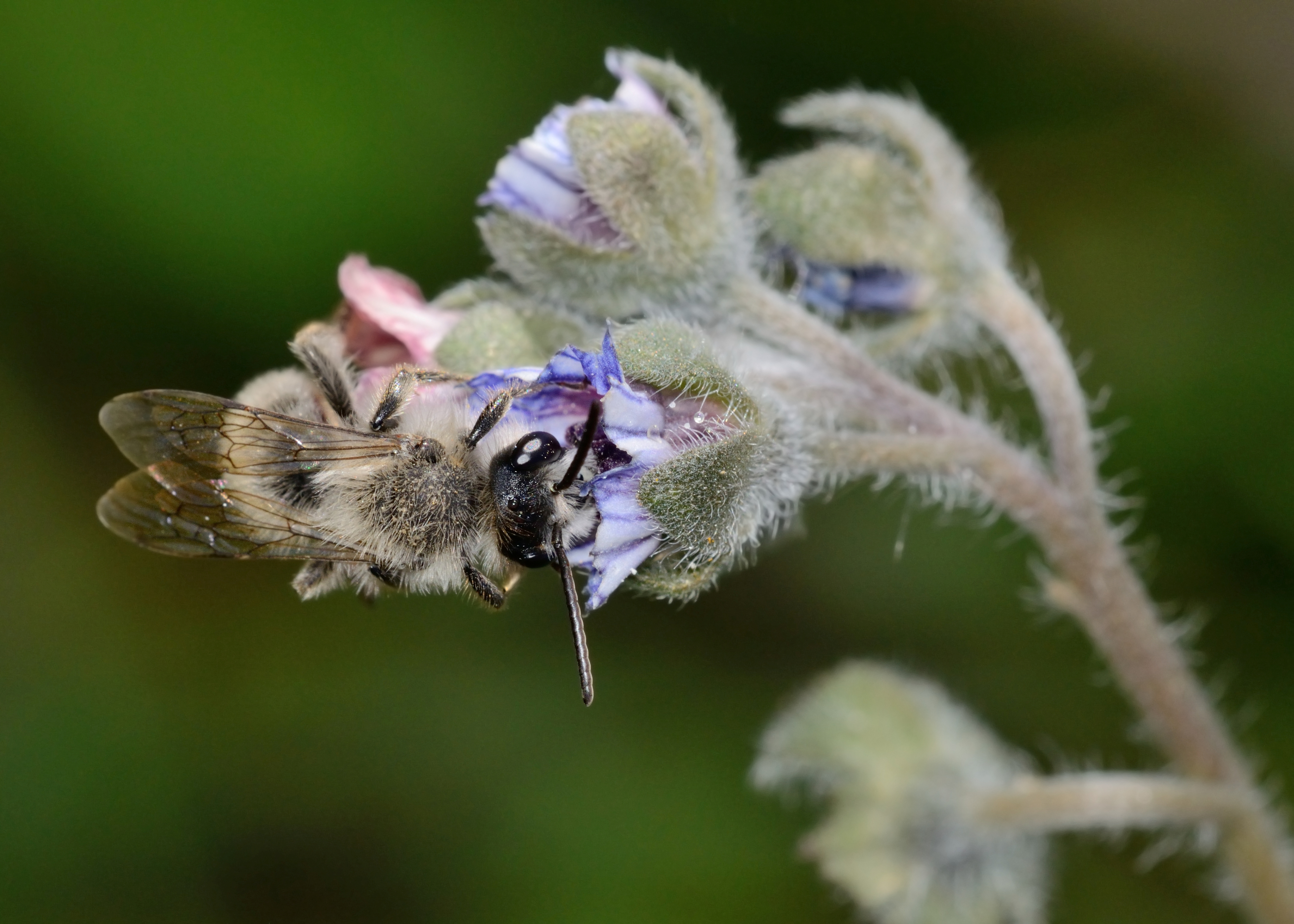